# Gråsten Kommune
| Basisdaten | Basisdaten       |
| ---------- | ---------------- |
| Fläche     | 56,65 km² (2005) |
| Einwohner  | 7.256 (2005)     |
| Website    | www.graasten.dk  |

Gråsten Kommune (deutsch: Kommune Gravenstein) war eine Kommune in Sønderjyllands Amt (Nordschleswig) im südlichen Dänemark. Sie entstand zwei Jahre vor der Kommunalreform 1970, als sich die Gemeinden Rinkenæs (deutsch: Rinkenis) und Kværs (deutsch: Quars) der bereits 1957 vereinigten Gemeinde Gråsten-Adsbøl (deutsch: Gravenstein-Atzbüll) anschlossen. Obwohl sich die Kommune bis zuletzt für weitere Eigenständigkeit ausgesprochen hatte, musste sie 2005 einem Anschluss an die Großkommune Sønderborg (deutsch: Sonderburg) ab 2007 zustimmen.